# هولكومبي وارد
هولكومبي وارد (بالإنجليزية: Holcombe Ward)‏ مواليد 23 نوفمبر 1878 في نيويورك - الوفاة 23 يناير 1967 في نيو جيرسي، الولايات المتحدة، كان لاعب كرة مضرب أمريكي بدأ مسيرته كمحترف سنة 1895 وكان يلعب باليد اليمنى، اعتزل اللعب في 1905. كما أنه أحد أبطال الجراند سلام. أعلى تصنيف له في الفردي كان المركز الـ 4 في سنة 1904.

## النهائيات

### الفردي: 2 (الألقاب 1, الوصافة 1)
| النتيجة | السنة | البطولة                     | الأرضية | المنافس       | النتيجة        |  |
| ------- | ----- | --------------------------- | ------- | ------------- | -------------- |  |
| الفوز   | 1904  | بطولة أمريكا المفتوحة للتنس | عشبية   | وليام كلوثيير | 10–8, 6–4, 9–7 |  |
| الوصافة | 1905  | بطولة أمريكا المفتوحة للتنس | عشبية   | بيلز رايت     | 2–6, 1–6, 9–11 |  |

### الزوجي: 9 (الألقاب 6, الوصافة 3)
| النتيجة | السنة | البطولة                     | الأرضية | الشريك         | المنافس                     | النتيجة                 |  |
| ------- | ----- | --------------------------- | ------- | -------------- | --------------------------- | ----------------------- |  |
| الوصافة | 1898  | بطولة أمريكا المفتوحة للتنس | عشبية   | دوايت إف ديفيس | جورج شيلدون ليو وير         | 6–1, 5–7, 4–6, 6–4, 5–7 |  |
| الفوز   | 1899  | بطولة أمريكا المفتوحة للتنس | عشبية   | دوايت إف ديفيس | جورج شيلدون ليو وير         | 6–4, 6–4, 6–3           |  |
| الفوز   | 1900  | بطولة أمريكا المفتوحة للتنس | عشبية   | دوايت إف ديفيس | فريد ألكسندر ريمون ليتل     | 6–4, 9–7, 12–10         |  |
| الوصافة | 1901  | ويمبلدون                    | عشبية   | دوايت إف ديفيس | لورنس دوهرتي ريجنالد دوهرتي | 6–4, 2–6, 3–6, 7–9      |  |
| الفوز   | 1901  | بطولة أمريكا المفتوحة للتنس | عشبية   | دوايت إف ديفيس | ليو وير بيلز رايت           | 6–3, 9–7, 6–1           |  |
| الوصافة | 1902  | بطولة أمريكا المفتوحة للتنس | عشبية   | دوايت إف ديفيس | لورنس دوهرتي ريجنالد دوهرتي | 9–11, 10–12, 4–6        |  |
| الفوز   | 1904  | بطولة أمريكا المفتوحة للتنس | عشبية   | بيلز رايت      | كراي كولينز ريمون ليتل      | 1–6, 6–2, 3–6, 6–4, 6–1 |  |
| الفوز   | 1905  | بطولة أمريكا المفتوحة للتنس | عشبية   | بيلز رايت      | فريد ألكسندر هارولد هاكيت   | 6–4, 6–4, 6–1           |  |
| الفوز   | 1906  | بطولة أمريكا المفتوحة للتنس | عشبية   | بيلز رايت      | فريد ألكسندر هارولد هاكيت   | 6–3, 3–6, 6–3, 6–3      |  |

## روابط خارجية
- هولكومبي وارد على موقع رابطة محترفي التنس (الإنجليزية)
- هولكومبي وارد على موقع الاتحاد الدولي لكرة المضرب (الإنجليزية)
- هولكومبي وارد على موقع كأس ديفيز (الإنجليزية)
- هولكومبي وارد على موقع قاعة مشاهير كرة المضرب الدولية (الإنجليزية)
- هولكومبي وارد على موقع خلاصة التنس.كوم (الإنجليزية)